# Betwa
Die Betwa (Hindi: बेतवा; manchmal auch Betravati) ist ein nicht schiffbarer Fluss im nördlichen Indien, der zum Einzugsgebiet des Ganges gehört.

## Verlauf
Die Betwa entspringt im zentralindischen Vindhyagebirge etwa 20 km südöstlich von Bhopal, durchfließt in zumeist nördlicher oder nordöstlicher Richtung die Bundesstaaten Madhya Pradesh und Uttar Pradesh und mündet nach etwa 600 Kilometern bei Hamirpur in die Yamuna. Das Einzugsgebiet liegt in einem semiariden bis semihumiden Klimabereich, der durch eine savannenartige Vegetation mit dornenreichen Gehölzen und laubabwerfenden Trockenwäldern charakterisiert ist. Im hügeligen Randbereich der Gangesebene sind die landwirtschaftlichen Flächen verbreitet von Bodenerosion betroffen.

## Orte am Fluss
Vor allem während der spätsommerlichen Monsunzeit steigt der Pegel der Betwa enorm an und es bilden sich großflächige Seenlandschaften, was die Ansiedlung von größeren Ortschaften oder gar Städten in unmittelbarer Flussnähe bislang verhindert hat.
- Bhojpur
- Sanchi
- Vidisha
- Deogarh
- Orchha
- Hamirpur

## Stauseen
- Rajghat Sagar
- Matatila Sagar
- Parichha Sagar

Es gibt Pläne, die Flusssysteme von Betwa und Ken über Kanäle zu verbinden (Ken–Betwa River Link).

## Sehenswürdigkeiten
Der Bundesstaat Madhya-Pradesh gehört zu den Kernzonen nordindischer Kultur des 1. Jahrtausends. Stätten wie Sanchi, Udayagiri und Deogarh mit den in den Felsen hoch über dem Fluss gelegenen Jain-Tempeln und dem außergewöhnlichen Dashavatara-Tempel sind Höhepunkte indischer Architektur und Skulptur. Aber auch die im 16. und 17. Jahrhundert erbauten Paläste und Memorialbauten (chhatris) der Bundela-Dynastie bei Orchha in der Region Bundelkhand sind sehenswert.